# Комо, Перри
Пьери́но Рональд «Пе́рри» Ко́мо (англ. Pierino Ronald «Perry» Como, 18 мая 1912 — 12 мая 2001) — американский певец и телезвезда итальянского происхождения 1940—1950-х годов, лауреат премии «Грэмми» 1958 года, получивший большую известность благодаря своему мягкому и проникновенному баритону. За период с 1943 по 1958 годы его песни 42 раза попадали в «топ 10» американских хит-парадов. На протяжении всей своей карьеры, охватывающей больше чем половину столетия, Комо выпускал записи исключительно под лейблом «RCA Records» после подписания с ними контракта в 1943 году.
Перри Комо всегда делал больший упор не на доверительный разговор, а на иронию и пародию, при пении он использовал театральные жесты и интонации, и сопровождал своё пение забавным конферансом собственного изготовления. Каждое выступление Перри Комо превращалось в мини-спектакль. Это не могло не способствовать тому, что вскоре певец стал отдавать все больше времени карьере шоумена и весьма преуспел и на этом поприще. Причём, как отмечают критики, особенной популярностью шоу Перри пользовалось под Рождество, когда вся Америка наслаждается домашним уютом, а все телеканалы воспевают семейные ценности. Певца широко уважали за высокие профессиональные стандарты и поведение в личной жизни. В официальном журнале «RCA Records» — «Billboard», о жизни певца писали в нескольких словах: «50 лет музыки и жизни, прожитых хорошо. Пример для всех».
Известный американский композитор Эрвин Дрейк сказал о нём: «…иногда кто-то, как Перри, приходит для того, чтобы не „плыть по течению“, а одержать победу, несмотря на всех несостоятельных, которые докучают ему для того, чтобы уступить их ценностям. Только иногда».
Перри Комо является лауреатом престижной премии — Kennedy Center Honors. 
В 2006 году певец был включён в известный музей славы — Long Island Music Hall of Fame.

## Личная жизнь
Перри Комо, по происхождению италоамериканец, родился в городе Канонсберге, штате Пенсильвания, в 20 милях к югу от Питтсбурга 18 мая 1912 года. Он был 7 ребёнком в католической семье из 13 детей. Родители Перри эмигрировали из Абруццо (точнее, из Палены) в США. Несмотря на то, что Комо с ранних лет любил петь, его первая большая амбиция состояла в том, чтобы быть лучшим парикмахером в Канонсберге. После окончания средней школы он открыл собственную парикмахерскую.
В 1933 году он женился на Розель Беллайн, которую встретил на пикнике в 1929 году по случаю своего семнадцатилетия. Они воспитывали троих детей. Перри и Розель оставались вместе вплоть до самой смерти Розель в августе 1998 года в возрасте 84 лет. Это случилось через две недели после того, как супруги отпраздновали 65-летнюю годовщину со дня свадьбы.

## Карьера профессионального певца
Первый серьезный успех пришёл к певцу в 1936 году, когда он присоединился к оркестру тромбониста Теда Вимза и принял участие в его радиошоу «Beat The Band». Первая совместная работа Комо с оркестром Вимза носила название — «You Can’t Pull the Wool Over My Eyes», и была записана на студии Decca Records. 
Когда оркестр распался в 1942 году, Перри начал сольную карьеру, и скоро его незатейливые песенки «Long Ago And Far Away», «I’m Gonna Love That Gal» и «If I Loved You» заполнили весь не занятый военными радиоэфир. 
После Комо работал на протяжении нескольких лет без заметного успеха на телекомпании CBS. К этому времени бывший парикмахер решил возвратиться на родину, в Канонсберг, к семье и прежней работе. Решимость оставить карьеру профессионального певца не была осуществлена лишь благодаря продюсерам телекомпании «NBC», предложившим Комо участие в радиопередаче — The Chesterfield Supper Club. Работа в музыкальной радиопередаче, вскоре ставшей особо популярной среди слушателей, принесла Комо известность в театральных кругах и ночных клубах.
После окончания Второй мировой войны, в 1945 году, Комо делает запись баллады «Till the End of Time» (основанной на полонезе Фредерика Шопена). Баллада вскоре стала хитом, оказавшись на вершине американских чартов, она положила начало дальнейшей сольной карьере певца. Последующие записи певца стали супер-хитами, и во многом даже превзошли успех баллады «Till the End of Time», достигая в музыкальных хит-парадах США первое место 14 раз: «Till The End Of Time» (1945); «Prisoner of Love» (1946); «Surrender» ([1946); «Chi-Baba, Chi-Baba» (1947); «A — You’re Adorable» (1949); «Some Enchanted Evening» (1949); «Hoop-De-Dоо» (1950); «If» (1951); «Don’t Let The Stars Get In Your Eyes» (1952); «No Other Love» (1953); «Wanted» (1954); «Hot Diggity (Dog Ziggity Boom)» (1956); «Round And Round» (1957); и «Catch A Falling Star» (1957).

### Премия «Грэмми»
14 марта 1958 года, РИАА присудила хиту Комо — «Catch A Falling Star» первый «Золотой диск». В этот же год Перри Комо получил премию «Грэмми» в номинации «Лучшее мужское вокальное исполнение» (англ. Best Vocal Performance, Male) за песню «Catch A Falling Star». На церемонии награждения певец сказал:
«Как удивительно, что сегодня мне хлопает столько людей, у которых мне неловко попросить автограф».
Перри Комо записал множество альбомов, выпущенных под лейблом «RCA Victor» в период с 1952 по 1987 год. Многие из записей были бы удостоены премии «Золотой диск», но певец отказывался от выдачи сертификатов о «золотом» статусе своих записей. Именно эта особенность его характера сделала его столь не похожим на других представителей музыкального искусства, и вызвала любовь миллионов поклонников во всём мире. За десятилетия были проданы миллионы записей Перри Комо, но певец, со свойственной ему скромностью, часто преуменьшал свои успехи.

### Поздние годы
Звукозаписывающие сессии Комо в ранние годы, как правило, всегда проходили с юмором. Так, например, в записи рождественской песни 1959 года — "Santa Claus is Comin' to Town" — слушатели могут услышать смех певца во время игры оркестра. В более поздние годы его творчества настроение Перри во время работы над записями песен серьёзно ухудшилось, и уже с 1980-х годов певец перестал записывать новые песни, возвратившись на студию «RCA Records» с целью сделать запись последнего альбома совместно со своим близким другом и партнёром Ником Перито в 1987 году. Песня «The Wind Beneath My Wings» стала почти автобиографической. Песня повествует о долгой и успешной карьере музыканта, продолжавшейся на протяжении многих лет. Комо исполнил песню единственный раз, в 1994 году, на своём известном Рождественском концерте в Ирландии.
В 2002 году Перри Комо посмертно был награждён премией «Grammy Lifetime Achievement Award». Перри Комо включён в Зал славы хит-парада в 2007 году.

## Прощальный концерт в Ирландии
В январе 1994 года Перри Комо гастролировал в Дублине (Ирландия). За год до этого певец отметил пятидесятилетие со дня своего сотрудничества с «RCA Records», а также 45-летие работы на телевидении, включая телевизионные передачи, выпускаемые на Рождество для людей всех вероисповеданий. Рождественский концерт Перри Комо в Ирландии был подготовлен американским общественным телевидением PBS.
Известно, что после этого концерта Комо принёс извинения аудитории Дублина за исполнение, как он полагал, не соответствующее его обычным стандартам.

## Телевидение
Карьера Перри на телевидении началась после успеха радиопрограммы «The Chesterfield Supper Club» студии «NBC», премьера которого состоялась 24 декабря 1948 года. В 1950 году Перри продолжил работы на телевидении, «CBS», где название принесшей ему известность радиопрограммы было изменено на «The Perry Como Show».
15-минутное телешоу Перри Комо начало транслироваться с 1950-х годов до тех пора, пока певец не перешёл работать на телекомпанию «NBC» в 1955 году. 15 сентября 1956 года премьера сезона «The Perry Como Show» была передана от нового цветного телевидения студии «NBC» в недавно открывшемся в те годы нью-йоркском театре — Ziegfeld Theatre. Шоу Перри Комо стало одним из первых еженедельных шоу цветного телевидения.
Перри Комо стал первым высокооплачиваемым исполнителем в истории телевидения к тому времени, как артист был признан рекордсменом книги рекордов Гиннесса. До этого момента Комо конкурировал с музыкантом Джекки Глисоном, как было сказано в «Battle of the Giants». Об этом факте теперь упоминается редко, частично потому, что Комо обычно преуменьшал собственные достижения.
За весь период своей работы на телевидении Комо принял участие во многочисленных рождественских телешоу, начиная с Сочельника 1948 года до рождественских праздников 1994 года (последнее выступление на Рождество — концерт в Ирландии). После того как еженедельные телевизионные серии Комо завершили трансляцию в 1963 году, телешоу Перри Комо стали выходить дважды в месяц, и совсем вскоре, сезонными выпусками в дни празднования Пасхи, весны, Дня благодарения и Рождества, вплоть до 1987 года. Записи телевизионного приветствия Комо на праздник транслировались во многих частях мира, включая Великобританию, Рим, Австрию, Францию, и Северную Америку. Последний рождественский концерт Перри Комо состоялся в Ирландии.

## Смерть
Перри Комо скончался 12 мая 2001 года в своём доме, в Джупитере, Флорида, за шесть дней до своего восемьдесят девятого дня рождения. Как сообщается, певец скончался от последствий болезни Альцгеймера, которой страдал в последние годы жизни.
Дочь музыканта Терри Дибаду рассказала, что отец умер во сне. «Мы с моим сыном Холденом и Перри провели два замечательных и восхитительных часа с отцом в пятницу, 11 мая. Все веселились и ели мороженое, и это было просто замечательно. А потом Перри не стало».
Его похоронная церемония состоялась в Католической церкви Св. Эдуарда в Палм-Бич (штат Флорида).

## Дискография

### Долгоиграющие альбомы —RCA Victor(10″)
| Дата выпуска | Название                                           | Лейбл       |
| ------------ | -------------------------------------------------- | ----------- |
| 1951         | Perry Como Sings Merry Christmas Music             | RCA Records |
| 1952         | TV Favorites                                       | RCA Records |
| 1952         | A Sentimental Date with Perry                      | RCA Records |
| 1952         | Supper Club Favorites                              | RCA Records |
| 1953         | Hits from Broadway Shows                           | RCA Records |
| 1953         | Around the Christmas Tree                          | RCA Records |
| 1953         | I Believe ~ Songs of All Faiths Sung by Perry Como | RCA Records |
| 1954         | Como's Golden Records                              | RCA Records |

### Долгоиграющие альбомы — RCA Victor (12″)
| Дата выпуска | Название                                                      | Лейбл       |
| ------------ | ------------------------------------------------------------- | ----------- |
| 1955         | So Smooth                                                     | RCA Records |
| 1956         | I Believe                                                     | RCA Records |
| 1956         | Relaxing with Perry Como                                      | RCA Records |
| 1956         | Perry Como Sings Hits from Broadway Shows                     | RCA Records |
| 1956         | A Sentimental Date with Perry Como                            | RCA Records |
| 1956         | Perry Como Sings Merry Christmas Music                        | RCA Records |
| 1957         | We Get Letters                                                | RCA Records |
| 1958         | Saturday Night With Mr. C                                     | RCA Records |
| 1958         | When You Come To The End Of The Day                           | RCA Records |
| 1958         | Como's Golden Records                                         | RCA Records |
| 1959         | Como Swings                                                   | RCA Records |
| 1959         | Season's Greetings From Perry Como                            | RCA Records |
| 1961         | For The Young At Heart                                        | RCA Records |
| 1961         | Sing to Me, Mr. C                                             | RCA Records |
| 1962         | By Request                                                    | RCA Records |
| 1962         | The Best Of Irving Berlin's Songs From Mr. President          | RCA Records |
| 1963         | Perry at His Best                                             | RCA Records |
| 1963         | The Songs I Love                                              | RCA Records |
| 1965         | The Scene Changes ~ Perry Goes to Nashville                   | RCA Records |
| 1966         | Lightly Latin                                                 | RCA Records |
| 1966         | Perry Como In Italy                                           | RCA Records |
| 1968         | The Perry Como Christmas Album                                | RCA Records |
| 1968         | Look to Your Heart                                            | RCA Records |
| 1969         | Seattle                                                       | RCA Records |
| 1970         | Perry Como In Person at the International Hotel, Las Vegas    | RCA Records |
| 1970         | This is Perry Como                                            | RCA Records |
| 1970         | It's Impossible                                               | RCA Records |
| 1973         | And I Love You So                                             | RCA Records |
| 1974         | Perry ~ The Way We Were                                       | RCA Records |
| 1975         | Just Out Of Reach                                             | RCA Records |
| 1976         | Perry Como: A Legendary Performer                             | RCA Records |
| 1977         | The Best Of British                                           | RCA Records |
| 1978         | Where You're Concerned                                        | RCA Records |
| 1980         | Perry Como ~ The Colors of My Life                            | RCA Records |
| 1981         | Perry Como: Live On Tour                                      | RCA Records |
| 1982         | I Wish It Could Be Christmas Forever                          | RCA Records |
| 1983         | So It Goes ~ Goodbye For Now                                  | RCA Records |
| 1987         | Perry Como Today ~ The Wind Beneath My Wings                  | RCA Records |
| 1993         | Yesterday & Today: A Celebration In Song (RCA Victor Box Set) | RCA Records |

### Долгоиграющие альбомы — RCA Camden (12″)
| Дата выпуска | Название                                | Лейбл      |
| ------------ | --------------------------------------- | ---------- |
| 1957         | Dream Along With Me                     | RCA Camden |
| 1958         | Perry Como Sings Just For You           | RCA Camden |
| 1959         | Perry Como's Wednesday Night Music Hall | RCA Camden |
| 1960         | Dreamer's Holiday                       | RCA Camden |
| 1961         | Perry Como Sings Merry Christmas Music  | RCA Camden |
| 1962         | Make Someone Happy                      | RCA Camden |
| 1963         | An Evening With Perry Como              | RCA Camden |
| 1964         | Love Makes The World Go 'Round          | RCA Camden |
| 1965         | Somebody Loves Me                       | RCA Camden |
| 1966         | No Other Love                           | RCA Camden |
| 1967         | Hello Young Lovers                      | RCA Camden |
| 1968         | You Are Never Far Away                  | RCA Camden |
| 1969         | The Lord's Prayer                       | RCA Camden |
| 1970         | Easy Listening                          | RCA Camden |
| 1971         | Door Of Dreams                          | RCA Camden |
| 1972         | The Shadow Of Your Smile                | RCA Camden |
| 1973         | Dream On Little Dreamer                 | RCA Camden |
| 1974         | The Sweetest Sounds                     | RCA Camden |

### Подборка альбомов
- 1953 — Perry Como Sings ~ Evergreens By Perry Como
- 1975 — The First Thirty Years
- 1975 — Perry Como — Superstar
- 1975 — Perry Como ~ Napoleon NLP-11090
- 1976 — This Is Perry Como ~ For The US Army Reserve
- 1979 — 1940—41 Broadcast Recordings (Ted Weems & His Orchestra Featuring Perry Como And Elmo Tanner)
- 1981 — Young Perry Como
- 1982 — Collector’s Items
- 1983 — Christmas With Perry Como
- 1984 — The Young Perry Como With Ted Weems & His Orchestra (1936—1941)
- 1984 — Perry Como ~ Book Of The Month Club Box Set
- 1984 — Crosby & Como ~ A Limited Collector’s Edition
- 1986 — The Best Of Times
- 1988 — Jukebox Baby
- 1995 — World Of Dreams ~ A Collection Of Rarities & Collectors Items
- 1995 — The Perry Como Shows: 1943 ~ Volume 1
- 1995 — The Perry Como Shows: 1943 ~ Volume 2
- 1995 — The Perry Como Shows: 1943 ~ Volume 3
- 1997 — Perry Como: V-Disc Armed Forces Program ~ A Musical Contribution By America’s Best For Our Armed Forces Overseas
- 1998 — The Long Lost Hits Of Perry Como
- 1998 — Perry-Go-Round
- 1999 — The Essential 60’s Singles Collection
- 1999 — Greatest Hits
- 1999 — I Want To Thank You Folks
- 1999 — Class Will Tell ~ Perry Como With Ted Weems & His Orchestra
- 1999 — Greatest Christmas Songs
- 2000 — The Very Best Of Perry Como (BMG)
- 2001 — Perry Como Sings Songs Of Faith & Inspiration (Buddha Records ~ Special Limited Edition — 2 CD Set)
- 2001 — A Perry Como Christmas
- 2001 — RCA: 100 Years Of Music ~ Perry Como With The Fontane Sisters (с The Fontane Sisters)
- 2006 — Juke Box Baby (Compilation)
- 2006 — One More Time ~ Perry Como & The Fontane Sisters (с The Fontane Sisters)

### Последние записи
- 1994 — Perry Como’s Irish Christmas ~ Perry Como’s Christmas Concert

## Радио
- Columbia Presents Como (1943)
- The Perry Como Chesterfield Supper Club[англ.] (1944—1950)
- The Perry Como Chesterfield Show (1950—1955)

## Телевидение
- The Perry Como Chesterfield Supper Club (1948—1950)
- The Perry Como Chesterfield Show (1950—1955)
- The Perry Como Show (1955—1959)
- Perry Como’s Kraft Music Hall (1959—1967)
- Perry Como Comes To London (1960)
- The Perry Como Holiday Special (1967)
- Perry Como Special — In Hollywood (1968)
- Christmas At The Hollywood Palace (1969)
- The Many Moods Of Perry Como (1970)
- Perry Como — In Person (1971)
- Perry Como’s Winter Show (1971)
- The Perry Como Winter Show (1972)
- Cole Porter In Paris (1973)
- The Perry Como Winter Show (1973)
- The Perry Como Sunshine Show (1974)
- Perry Como’s Summer of '74 (1974)
- Perry Como’s Christmas Show (1974)
- Como Country: Perry And His Nashville Friends (1975)
- Perry Como’s Springtime Special (1975)
- Perry Como’s Lake Tahoe Holiday (1975)
- Perry Como’s Christmas In Mexico (1975)
- Perry Como’s Hawaiian Holiday (1976)
- Perry Como’s Spring In New Orleans (1976)
- Perry Como: Las Vegas Style (1976)
- Perry Como’s Christmas In Austria (1976)
- Perry Como’s Music From Hollywood (1977)
- Perry Como’s Olde Englishe Christmas (1977)
- Perry Como’s Easter By The Sea (1978)
- Perry Como’s Early American Christmas (1978)
- Perry Como’s Springtime Special (1979)
- Perry Como’s Christmas In New Mexico (1979)
- Perry Como’s Bahamas Holiday (1980)
- Perry Como’s Christmas In The Holy Land (1980)
- Perry Como’s Spring In San Francisco (1981)
- Perry Como’s French-Canadian Christmas (1981)
- Perry Como’s Easter In Guadalajara (1982)
- Perry Como’s Christmas In Paris (1982)
- Perry Como’s Christmas In New York (1983)
- Perry Como’s Christmas In England (1984)
- Perry Como’s Christmas In Hawaii (1985)
- The Perry Como Christmas Special (1986)
- Perry Como’s Irish Christmas (1994)

### Телевидение ~ гость — приглашённый гость —камео—документальные фильмы
- The Frank Sinatra Show (10 марта, 1951)
- The Frank Sinatra Show (19 октября, 1951)
- The All-Star Revue (14 февраля, 1953)
- Max Leibman’s Variety (30 января, 1955)
- Some Of Manie’s Friends ~ Tribute To RCA/NBC Executive Manie Saks (3 марта, 1959)
- The Bob Hope Show (18 ноября, 1956)
- The Dinah Shore Chevy Show (31 января, 1957)
- Il Musichiere (Май, 1958)
- The Bing Crosby Show (29 февраля, 1960)
- Celebrity Golf (1960)
- The Bob Hope Show (1967)
- Laugh-In (25 ноября, 1968)
- Laugh-In (13 января, 1969)
- Laugh-In (24 марта, 1969)
- Laugh-In (16 февраля, 1970)
- Jimmy Durante Presents The Lennon Sisters (28 февраля, 1970)
(«Джимми Дуранте представляет Сестёр Леннон»)
- The Doris Mary Anne Kapplehoff Special ~ The Doris Day Special (14 марта, 1971)
- The Flip Wilson Show (6 октября, 1971)
- Julie Andrews On Sesame Street (23 ноября, 1973)
- The Royal Variety Performance (24 ноября, 1974)
- The Barber Comes To Town (1975)
- Ann-Margret: Rhinestone Cowgirl (26 апреля, 1977)
- Parkinson (26 ноября, 1977)
- Bob Hope’s Christmas Show (Декабрь 1977)
- Entertainment Tonight ~ On Perry Como’s 40th Anniversary With RCA Records (1983)
- The Today Show (1983)
- The Kennedy Center Honors (27 декабря, 1983)
- The Arlene Herson Show (6 июня, 1984)
- Minneapolis TV Interview (19 июня, 1984)
- Regis Philbin’s Life Styles (Июль, 1984)
- AM Cleveland (Июль, 1984)
- The Kennedy Center Honors (6 декабря, 1987)
- Evening At Pops ~ A Tribute To Bing Crosby (20 августа, 1988)
- Regis & Kathy Lee Live (11 октября, 1988)
- Regis & Kathy Lee Live (7 июля, 1989)
- Gala Concert For President Ronald Reagan (22 октября, 1989)
- Regis & Kathy Lee Live (4 декабря, 1990)
- Regis & Kathy Lee Live (5 декабря, 1990)
- Broadcast Hall of Fame (7 января, 1991)
- Hard Copy ~ Perry Como — The King of Crooners (14 июня, 1991)
- CBS — This Morning (20 декабря, 1991)
- National Memorial Day Concert, Washington D.C. (22 мая, 1992)
- Regis & Kathy Lee Live (15 ноября, 1994)

## Фильмография
- Something To Shout About (1943) ~ возможно, камео
- Something for the Boys (1944)
- Doll Face (1945)
- March of Time (1945)
- If I’m Lucky (1946)
- Слова и музыка (1948)
- Tobaccoland on Parade (1950)
- Пятая свобода (1951)